# Li Shufu

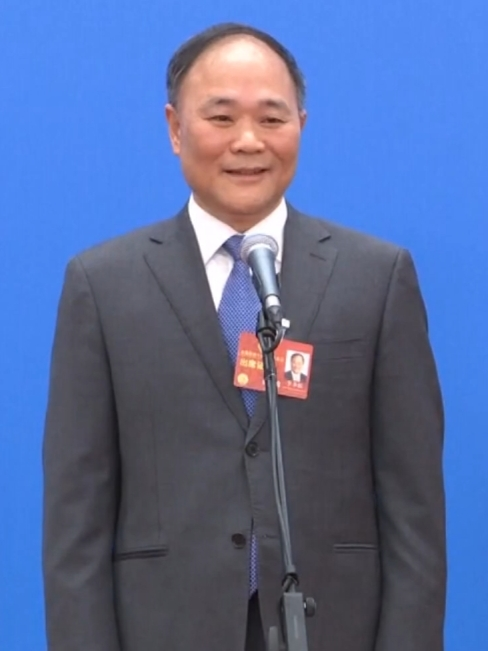
Li Shufu

Li Shufu (chinesisch 李書福 / 李书福, Pinyin Lǐ Shūfú, W.-G. Li3 Shu1-fu2, IPA li˨˩˦ ʂu˥fu˧˥; * 25. Juni 1963 in Taizhou, Zhejiang) ist ein chinesischer Unternehmer, Gründer sowie Vorstandsvorsitzender von Geely, Vorsitzender des Verwaltungsrates der Volvo Cars und mit 9,7 Prozent zweitgrößter Einzelaktionär der Mercedes-Benz Group.

## Biographie
Li Shufu wurde 1963 in Taizhou in der ostchinesischen Provinz Zhejiang geboren. Dort gründete er 1986 die Zhejiang Geely Holding Group Co. Ltd, den ersten Hersteller von Kühlschrankteilen, die heute der zweitgrößte private Automobilhersteller in China ist. Li hat einen Bachelor-Abschluss in Wirtschaftsingenieurwesen von der Polytechnischen Universität Harbin und einen Master-Abschluss in Maschinenbau von der Yanshan-Universität. Er ist Vizevorsitzender des chinesischen Autoherstellerverbandes CAAM (China Association of Automobile Manufacturers), Vizevorsitzender des chinesischen Verbandes für nichtstaatliche Bildung und Mitglied im Nationalkomitee der Politischen Konsultativkonferenz des chinesischen Volkes. Li ist verheiratet und wohnt in Hangzhou, der Provinzhauptstadt Zhejiangs.
2013 rangierte Li auf Platz 63 der reichsten Personen der Volksrepublik China mit einem Reinvermögen von 2,6 Mrd. US-Dollar. Im Februar 2018 verfügte Li über ein Vermögen von 17,4 Mrd. USD. Im April 2022 lag es bei 23,4 Mrd. USD.

## Unternehmen
Am 28. März 2010 übernahm Geely die Volvo Car Corporation vom damaligen Eigentümer Ford für 1,8 Mrd. USD. Diese Übernahme war zu diesem Zeitpunkt die größte durch einen chinesischen Automobilhersteller. Ausgestattet mit Working Capital von Geely i. H. v. 900 Mio. USD verpflichtete er sich zum Bau einer Volvo-Fabrik in China, um bis 2015 sein Ziel von jährlich 600.000 verkauften Fahrzeugen zu erreichen. 2016 verkaufte seine Firma 778.896 Fahrzeuge und ist damit die zehntgrößte Automarke auf dem chinesischen Absatzmarkt.
2018 erwarb Li über eine Investmentgesellschaft für etwa 7,5 Milliarden Euro 9,69 Prozent der Aktien der Daimler AG, womit er deren größter Einzelaktionär wurde. Li erklärte, er strebe eine Allianz im autonomen Fahren und in der Elektromobilität an.

## Fußball
Die Geely Group war 2001 Sponsor des Guangzhou Evergrande, der damals in der zweithöchsten chinesischen Fußballliga, der Jia-B League, spielte. Nach Manipulationsvorwürfen verließ Li Shufu das Fußballgeschäft und wurde mit den Worten zitiert: „We won’t come back until Chinese football environment turns better.“ („Wir werden nicht zurückkehren, bevor sich nicht die Rahmenbedingungen im chinesischen Fußball zum Besseren wenden.“)